# Enigmapercis reducta
Enigmapercis reducta is een straalvinnige vissensoort uit de familie van baarszalmen (Percophidae). De wetenschappelijke naam van de soort is voor het eerst geldig gepubliceerd in 1936 door Whitley.